# Rosa minutifolia
Rosa minutifolia är en rosväxtart som beskrevs av Charles Christopher Parry. Rosa minutifolia ingår i släktet rosor, och familjen rosväxter.

## Underarter
Arten delas in i följande underarter:
- R. m. albiflora
- R. m. minutifolia

## Bildgalleri

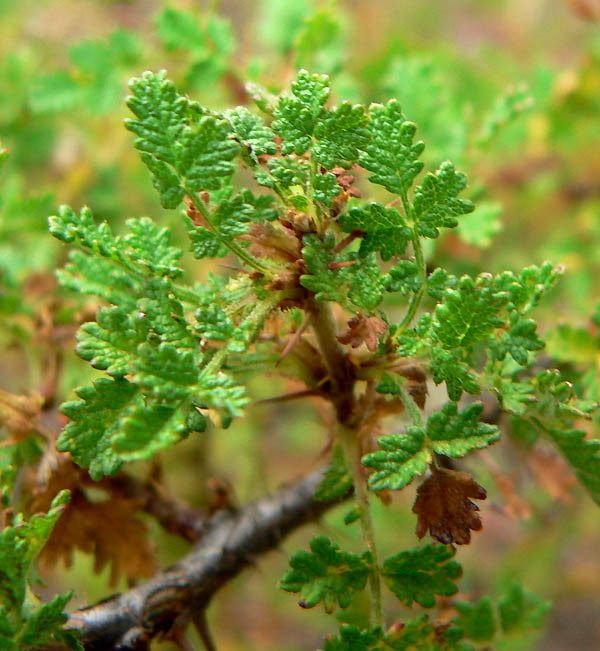
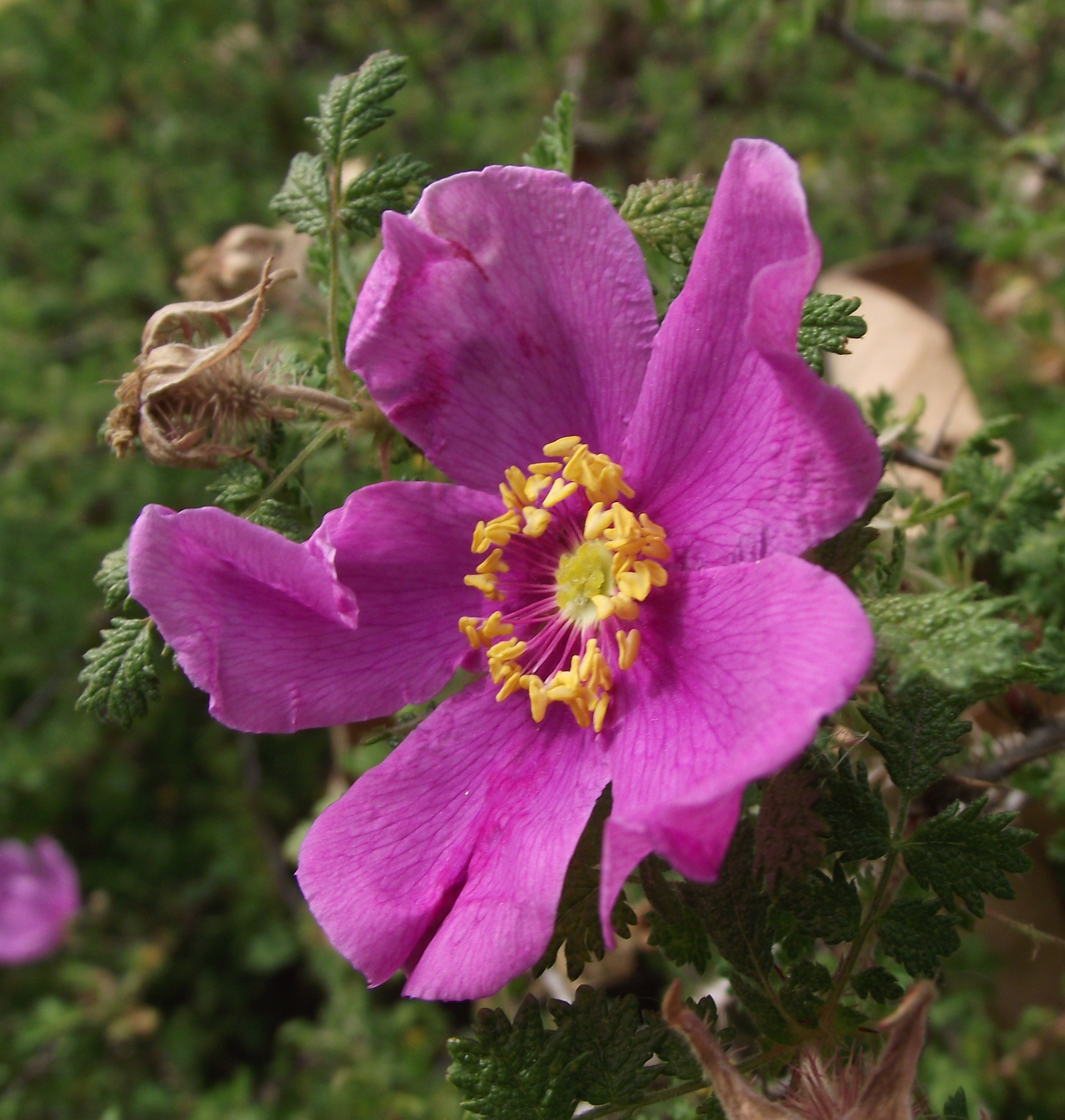
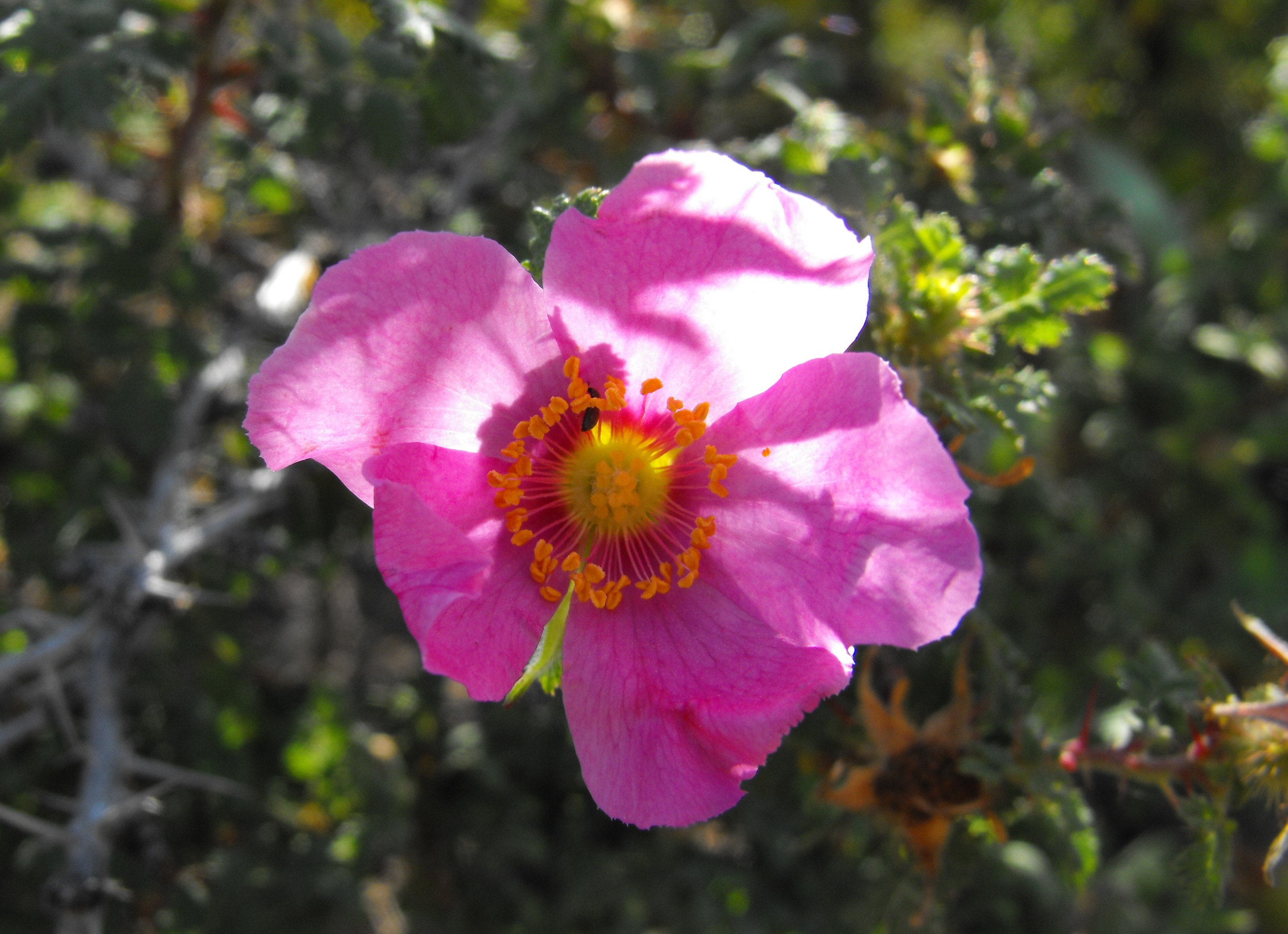
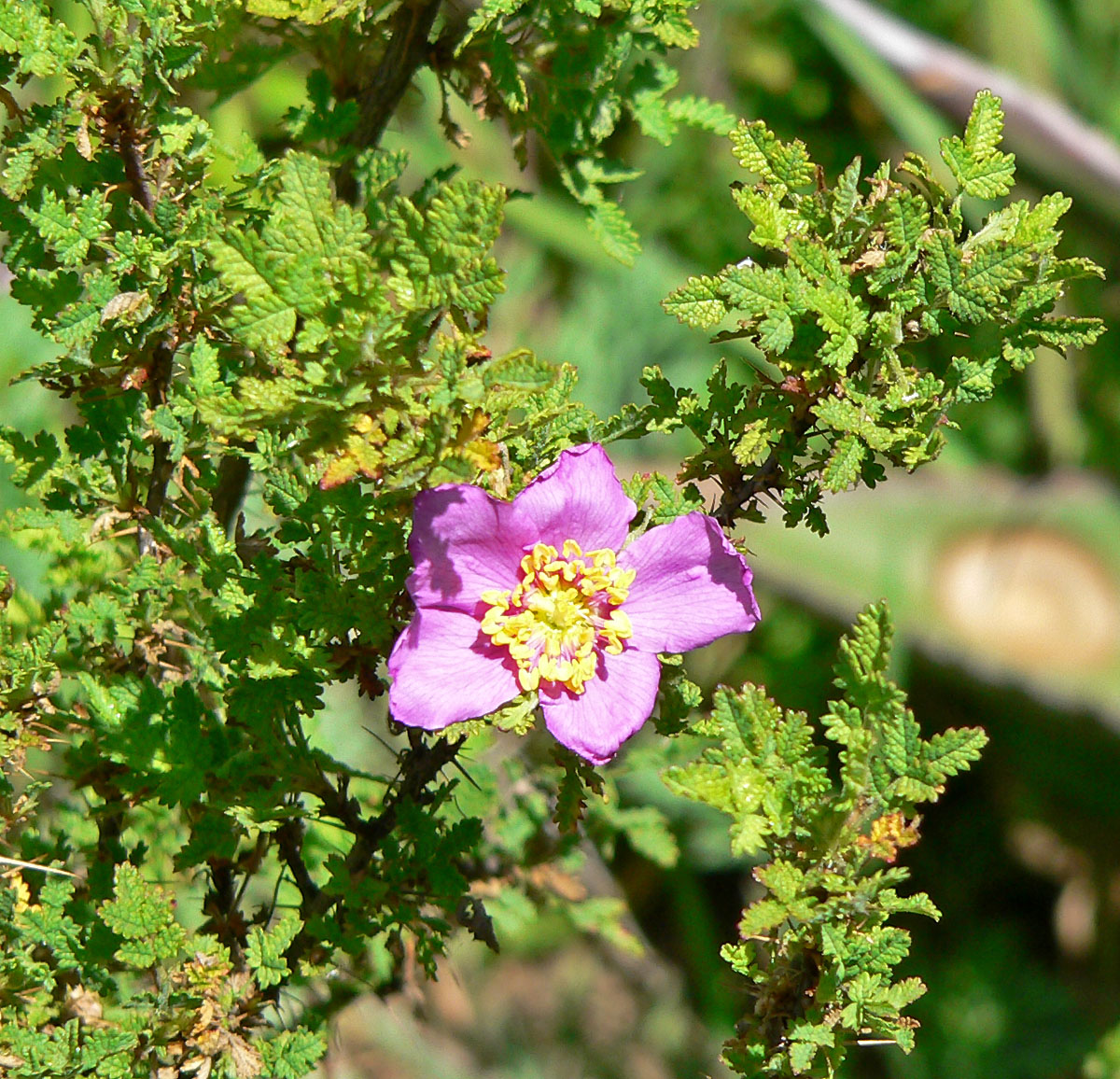
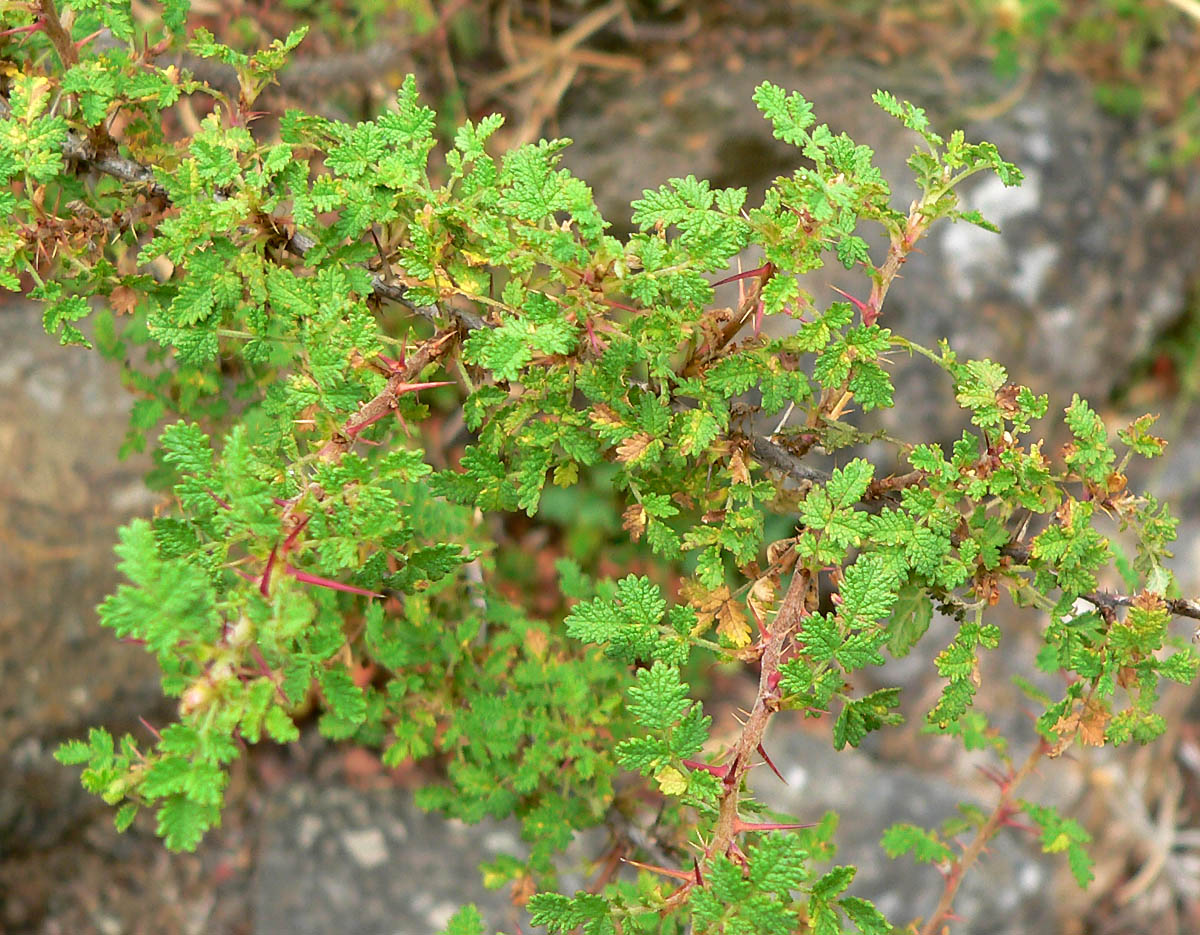
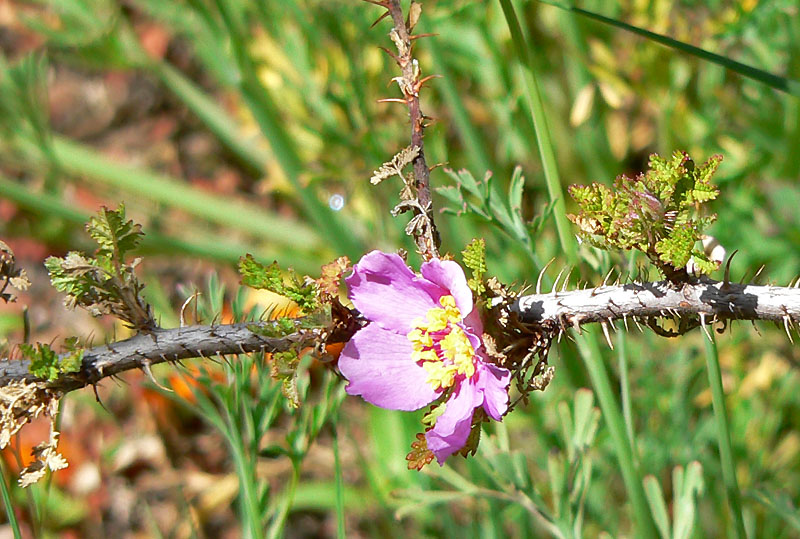